# Miami Dade College
Le Miami Dade College est une université publique dont le campus principal se trouve à Miami en Floride et les sept campus secondaires dans le comté de Miami-Dade aux États-Unis. Fondé en 1959 sous le nom de Dade County Junior College, elle est la plus grande institution de ce type aux États-Unis avec plus de 167 000 étudiants répartis sur huit campus. Elle est administrée par le Florida Community College's Board of Trustees, dont la présidente est Helen Aguirre Ferré. Miami-Dade est dirigé par son président, actuellement Eduardo J. Padrón, et les présidents de ses divers campus.

## Anciens étudiants
- Maria Elvira Salazar (1961-), femme politique